# Quint Cedici Noctua
Quint Cedici Noctua (en llatí: Quintus Caedicius Noctua) va ser un magistrat romà. Formava part de la gens Cedícia, d'origen plebeu.
El seu nom es troba als Fasti que indiquen que era cònsol l'any 289 aC juntament amb Marc Valeri Màxim Corví i censor sis anys més tard, el 283 aC, però fora d'això no en parla cap autor clàssic.